# Morți vii

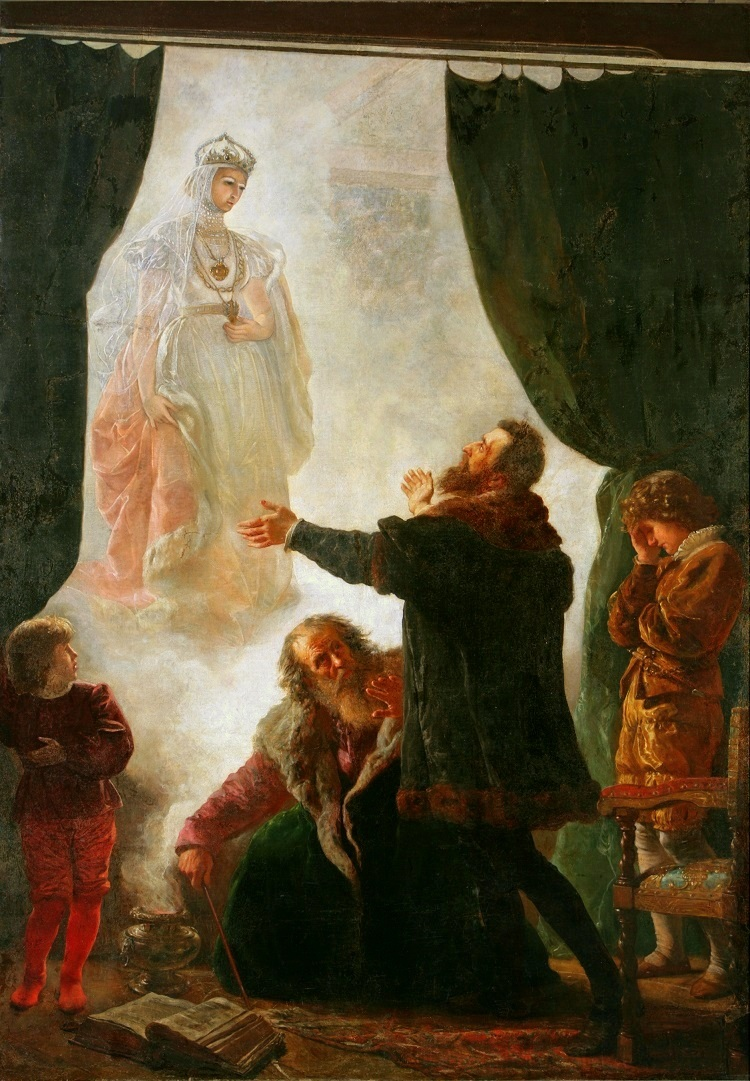
Fantoma lui Barbara Radziwiłł
de Wojciech Gerson
(fantomele sunt o formă comună de nemorți în folclor)

Morții vii reprezintă un termen colectiv folosit pentru persoane fictive, mitologice, legendare sau care au decedat, dar acționează și se comportă ca și cum ar fi încă în viață. Morții vii pot fi necorporali, de exemplu fantome, sau corporali, cum ar fi vampiri și zombi. Nemorții apar în numeroase legende din majoritatea culturilor și în multe opere de ficțiune, fantezie, misticism și de groază.